# Ninna-ji
Le Ninna-ji (仁和寺) est un temple bouddhiste japonais de la secte shingon, fondé en 888 par l'empereur Uda et faisant partie des monuments historiques de l'ancienne Kyōto inscrits au patrimoine mondial de l'UNESCO depuis 1994.

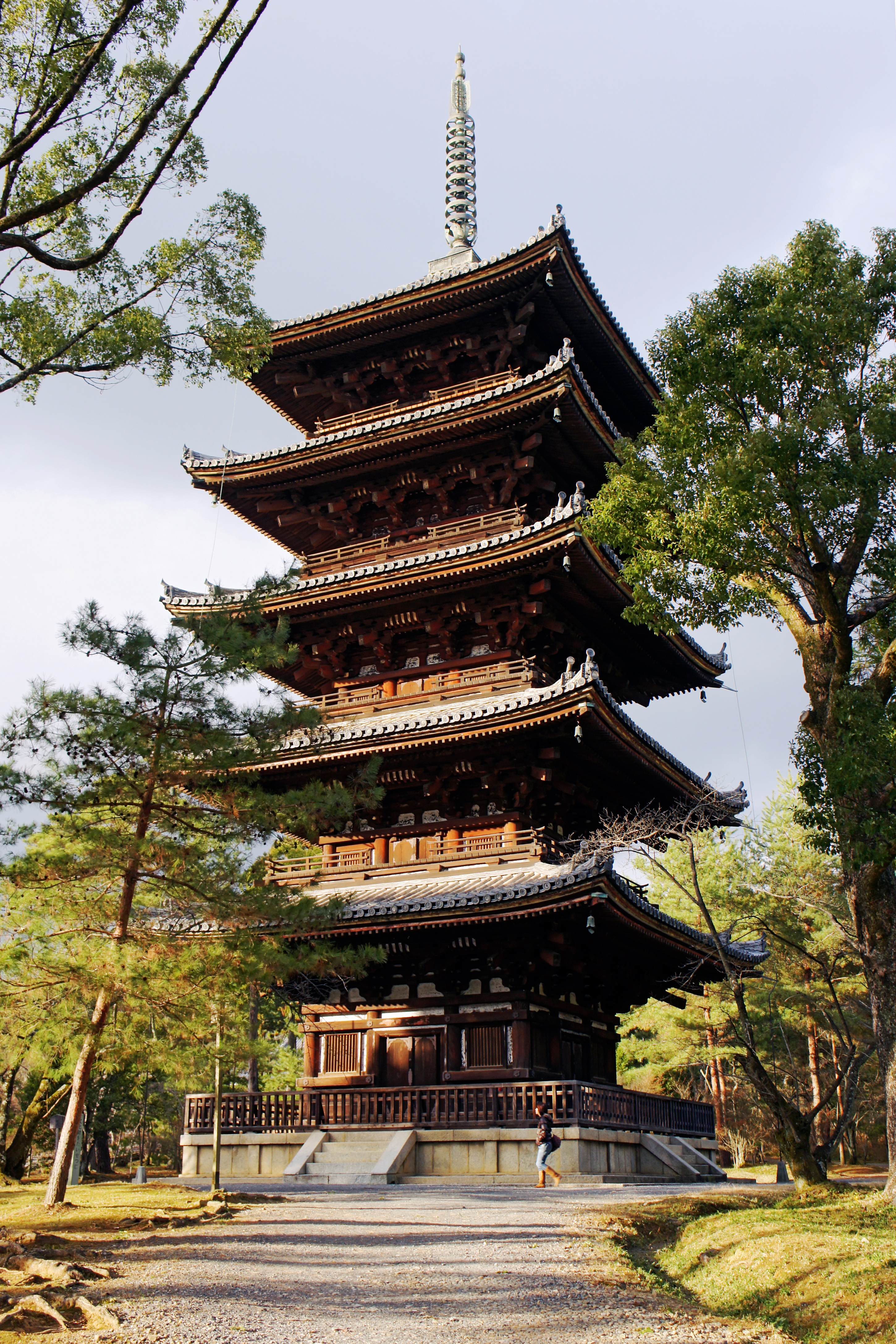
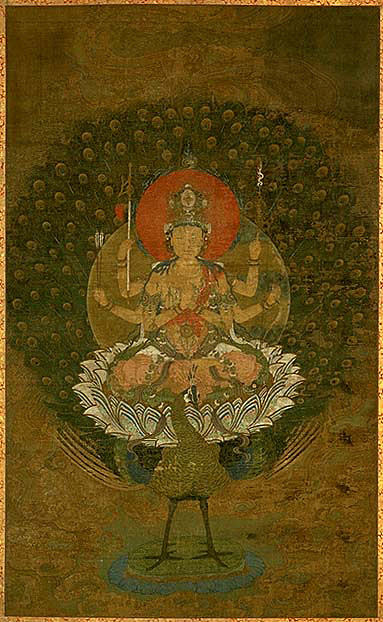
Mahamayuri.
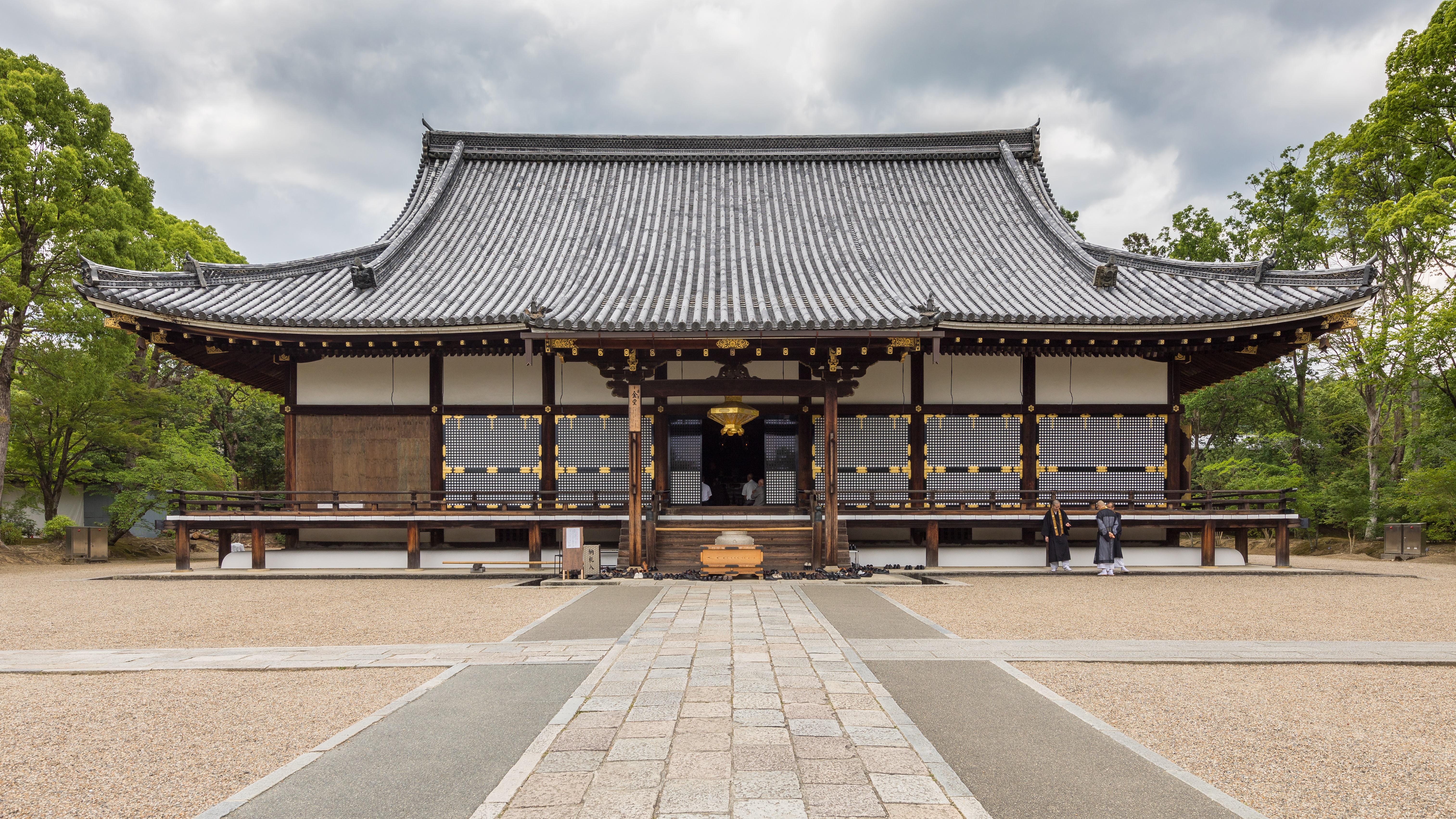
Hall doré du temple bouddhiste Shingon Ninna-ji, vue de face. Fondé en 888 par l'empereur Uda, Ninna-ji fait partie des monuments historiques de l'ancienne Kyōto inscrits au patrimoine mondial de l'UNESCO depuis 1994. Photo prise durant une cérémonie. De nombreuses paires de chaussures patientent au pied de l'escalier. Juin 2019.
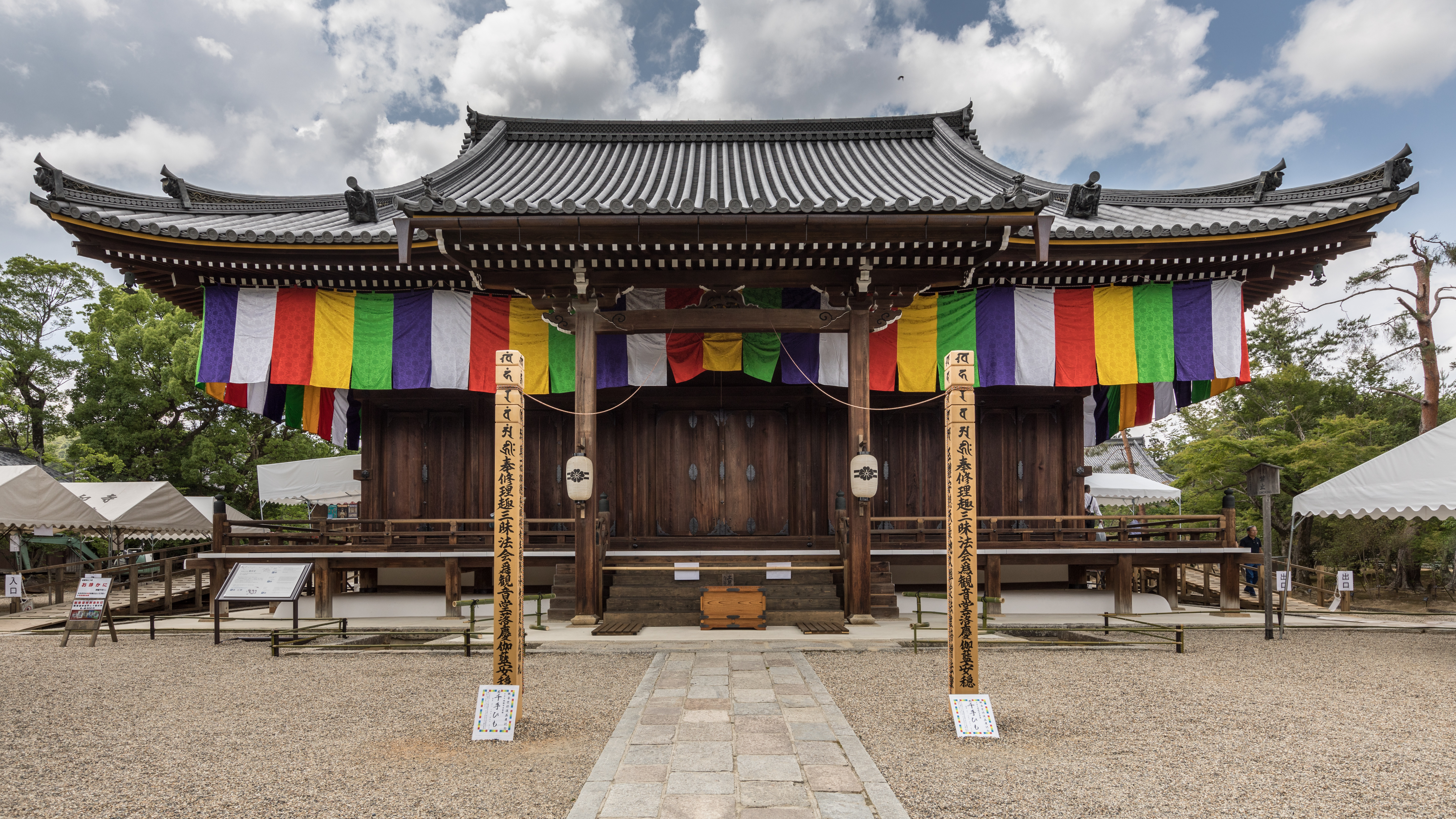
Façade extérieure du temple bouddhiste Kannon Hall avec des drapeaux bouddhiques Goshikimaku (cinq couleurs: bleu, blanc, rouge, jaune, vert), à l'intérieur du site Ninna-ji. Juin 2019.

À la fin de son règne, l'empereur Uda devint prêtre et se retira au temple de Ninna-ji qui était également appelé « ancien palais impérial d'Omuro ». De 888 à 1869, il était de coutume que les empereurs régnants y envoient un de leurs fils pour occuper la fonction de grand prêtre. 
Détruit pendant la guerre d'Ōnin, le temple fut reconstruit au XVIIe siècle. Il est constitué de plusieurs bâtiments dont un pavillon de thé et une pagode de cinq étages construits dans un vaste jardin avec lac artificiel et plantation de cerisiers nains.
Le temple abrite également une vaste collection de peintures, sculptures et calligraphies.

Ninna-ji est aujourd'hui le siège de l'école Omuro de la secte shingon ainsi que celui de leur école d'ikebana.

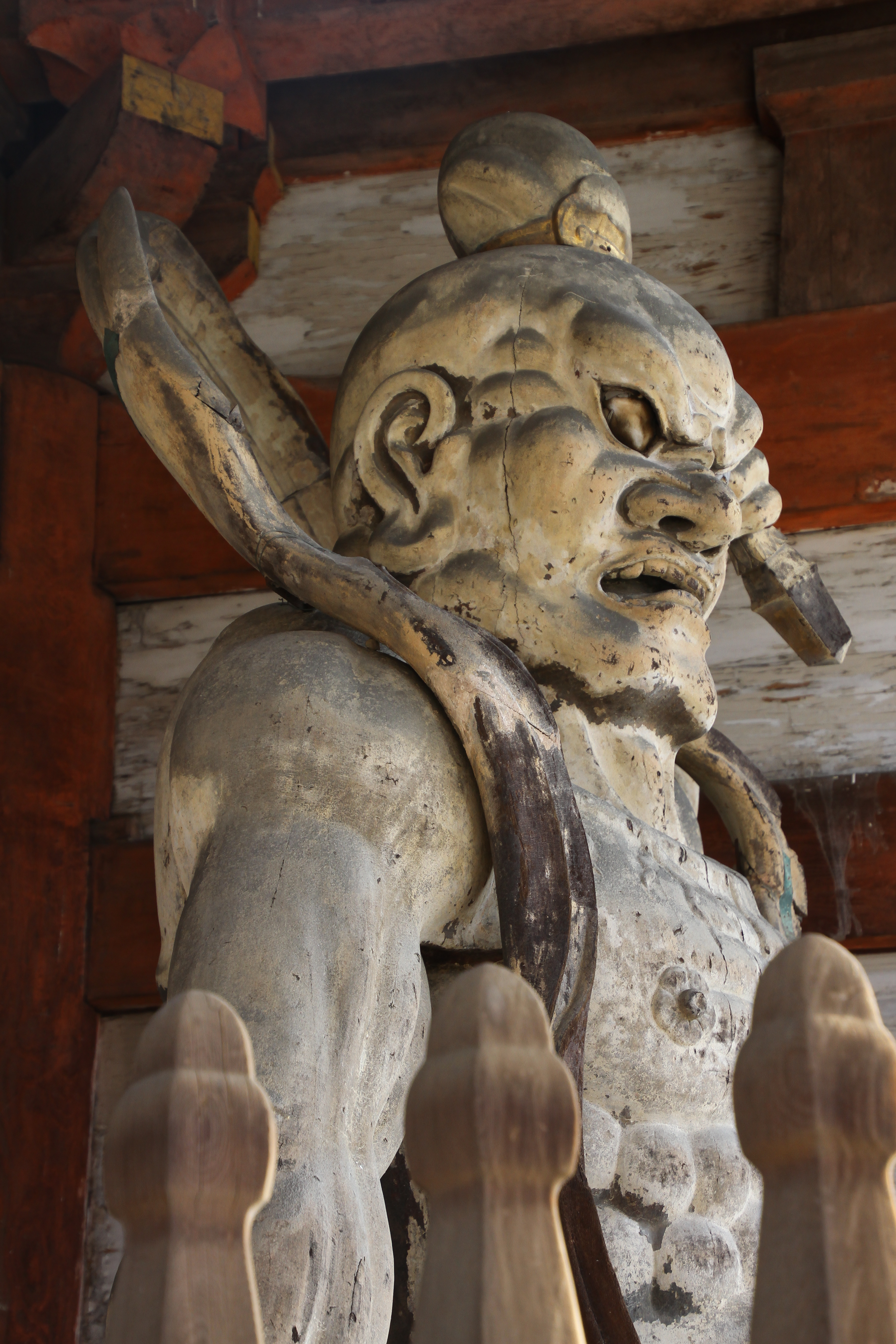
Agyo gardien Nio
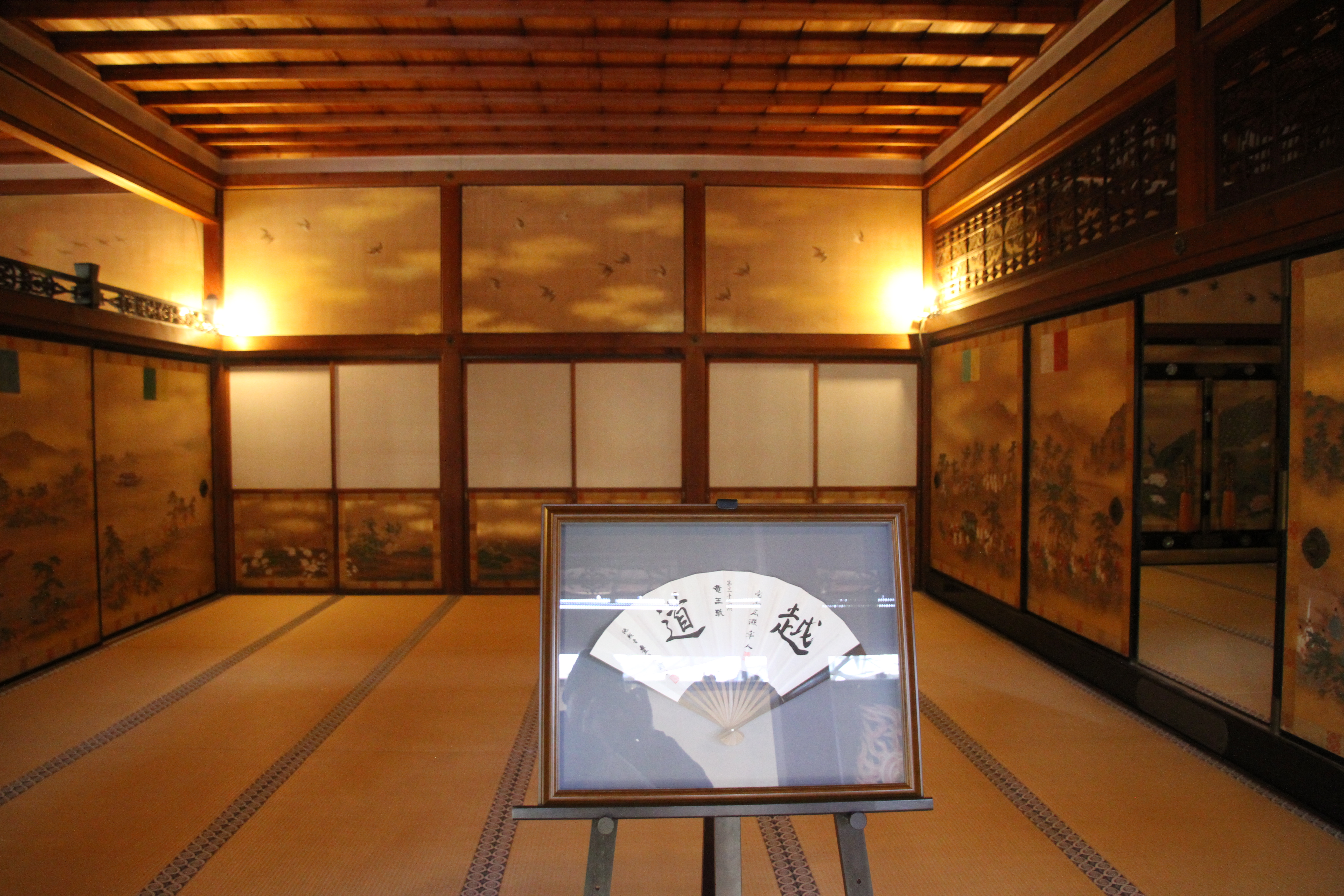
Pièce avec décor de peinture sur fusuma
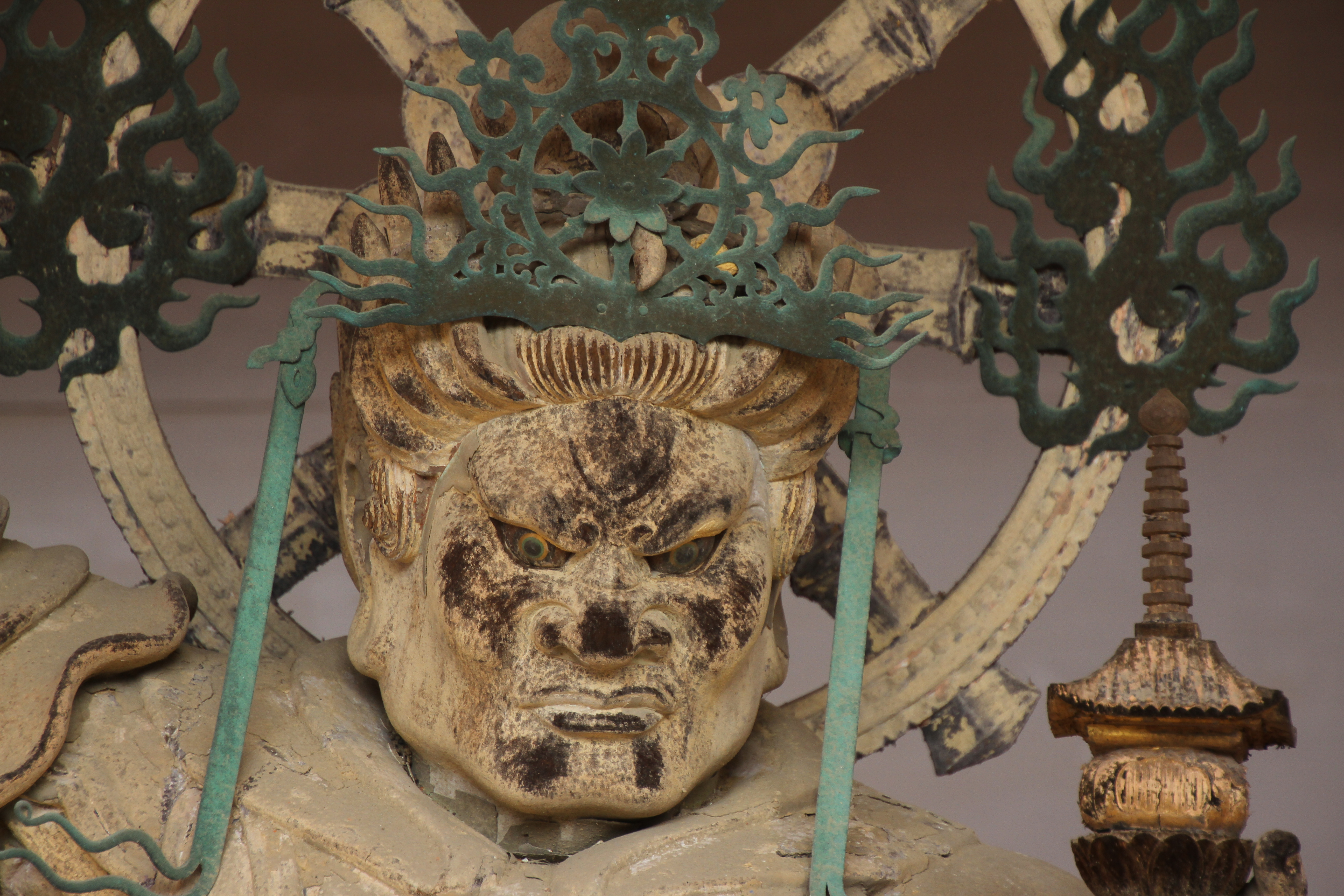
Deva
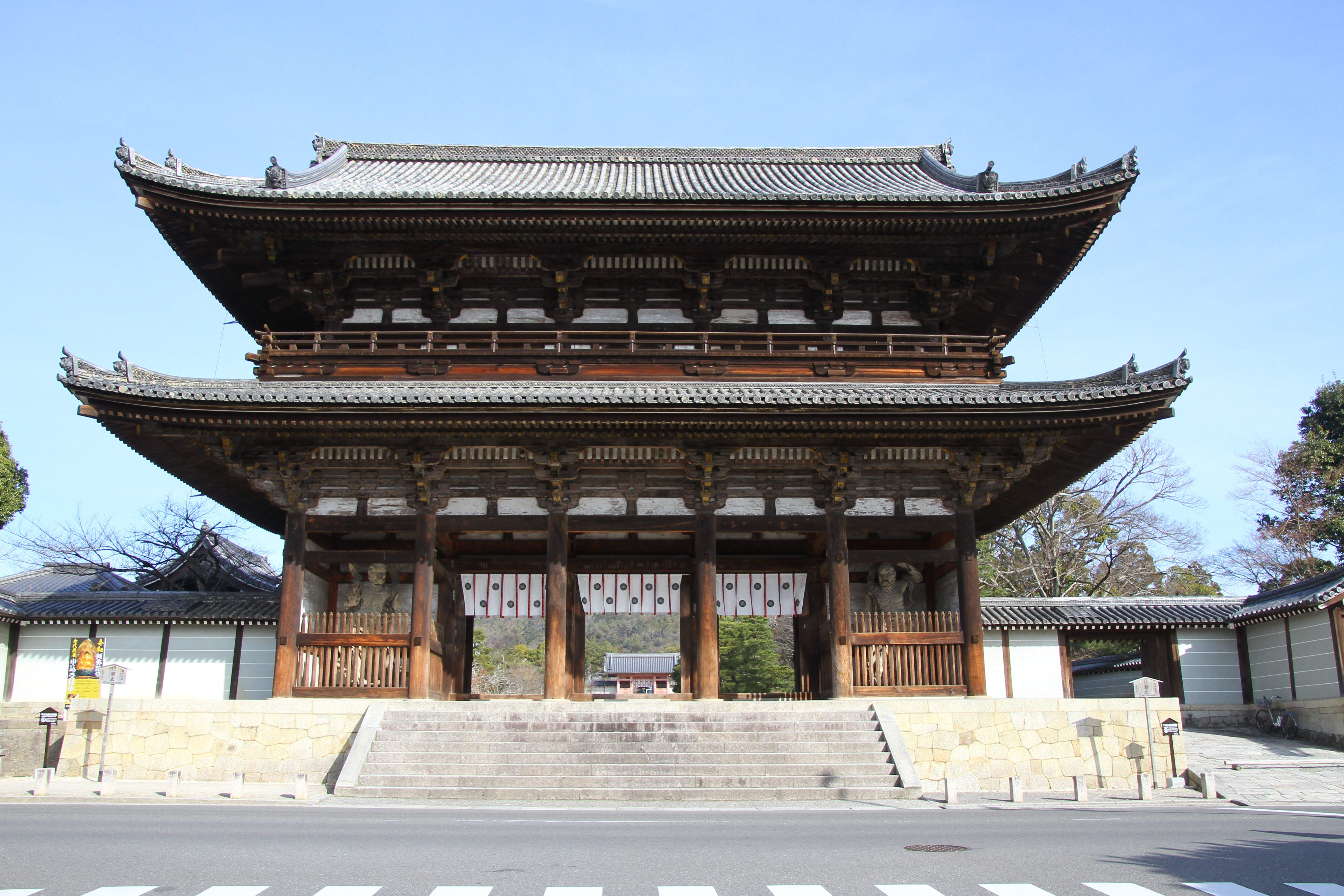
Porte Niomon
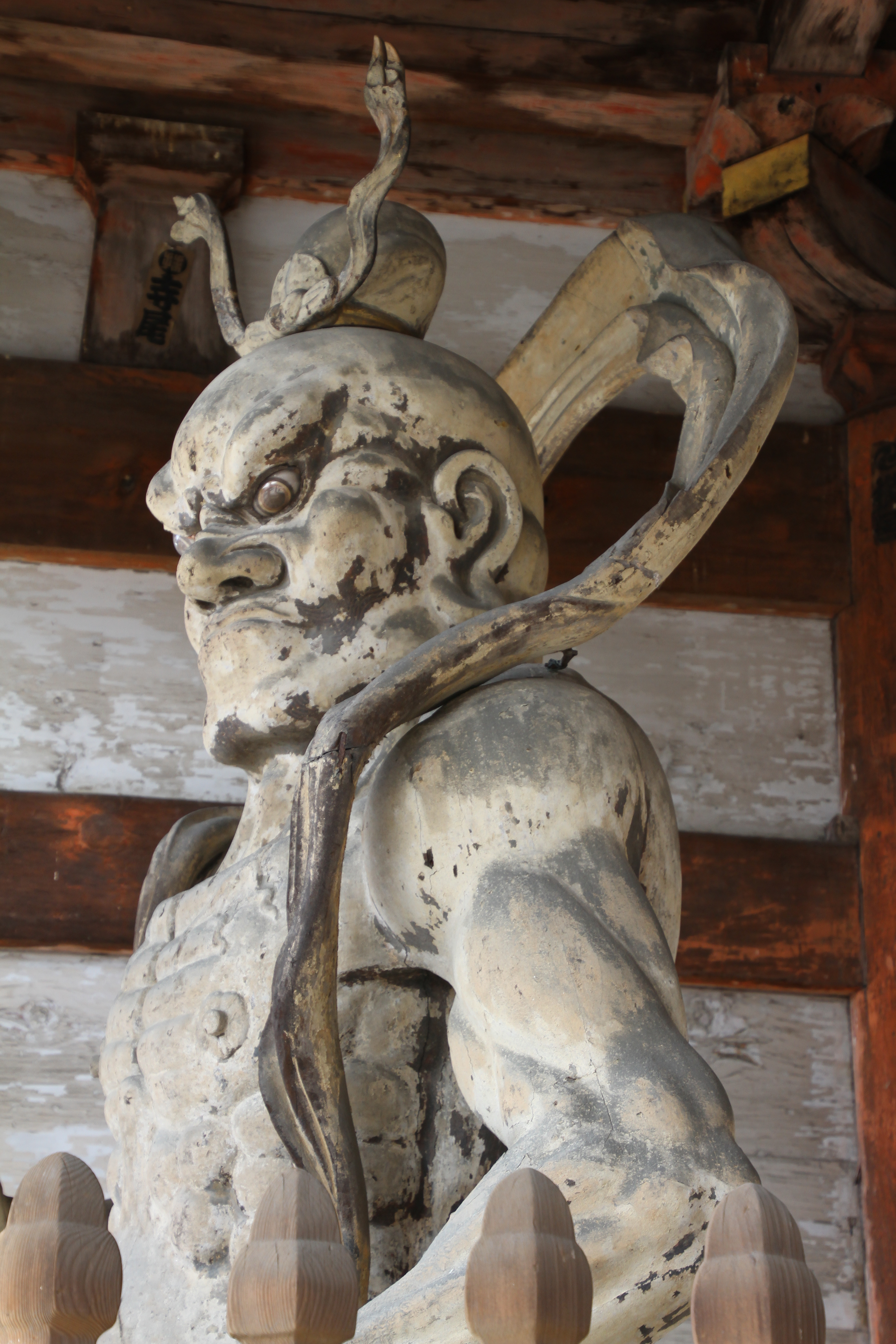
Ungyo gardien Nio